# Smeringochernes pauperculus
Smeringochernes pauperculus är en spindeldjursart som beskrevs av Beier 1970. Smeringochernes pauperculus ingår i släktet Smeringochernes och familjen blindklokrypare. Inga underarter finns listade i Catalogue of Life.